# Крыченков, Алексей Фёдорович
Алексей Фёдорович Крыченков (23 февраля 1942, Верхняя Салда — 28 апреля 2025, Москва) — советский и российский актёр театра и кино. Заслуженный артист Российской Федерации (1993).

## Биография
Алексей Крыченков родился 23 февраля 1942 года в городе Верхняя Салда Свердловской области.
В 1962 году поступил в ГИТИС, где он обучался на актёрском факультете в мастерской Бориса Бибикова и Ольги Пыжовой.
В 1964 году Крыченкову пришлось прервать обучение в ГИТИСе в связи с призывом на срочную военную службу в Советской армии. Первый год прослужил в Перми, а затем продолжил службу в группе артистов-военнослужащих Центрального театра Советской армии (ныне Центральный академический театр Российской армии). Параллельно с этим Алексей Крыченков продолжал заочное обучение в ГИТИСе.
В 1967 году принят в труппу Центрального театра Советской армии, в котором служил до 2019 года.
Исполнил множество ролей в театральных спектаклях, фильмах и сериалах. Снялся в таких известных фильмах как «Девчата» (роль Алёши Великанова, которую он исполнил в 18-летнем возрасте) и «Хождение по мукам» (роль Нестора Махно).
В газете «Комсомольская правда» Павел Садков так писал по поводу роли Крыченкова в телесериале «Хождение по мукам», сравнивая его с другими исполнителями роли Нестора Махно:
Самый драматический киноМахно получился у создателей многосерийного фильма «Хождение по мукам» (1977). У Алексея Толстого батька вышел довольно противным персонажем. На экране всю эту «противность» с блеском исполнил Алексей Крыченков.
То же самое подтверждал в «Литературной газете» Николай Романов:
Каждая предыдущая попытка создать образ батьки на экране чем-то запомнилась…  Был ещё Алексей Крыченков в «Хождении по мукам» (1977), создавший самый омерзительный образ Махно.
Отмечались и театральные работы Крыченкова — например, в рецензии В. Рыжовой в журнале «Театр» было отмечено убедительное исполнение им роли Алексея Медведева — «лихого солдата, балагура и озорника» — в спектакле Всеволода Вишневского «Мы, русский народ» в постановке Ростислава Горяева.
Участвовал в создании ряда радиоспектаклей.
Указом президента России Бориса Ельцина № 1135 от 27 июля 1993 года Алексею Крыченкову присвоено почётное звание Заслуженный артист Российской Федерации.
В 2000 году принят в члены Союза кинематографистов России.
В 2005 году Алексей Крыченков создал моноспектакль «Чего не было, нет и никогда не будет, но очень хочется».
Скончался 28 апреля 2025 года на 84-м году жизни после продолжительной болезни.

## Творчество

### Роли в театре
- «Барабанщица» — Сашка, Эдик
- «Солдат и Ева» — Мальчик-непоседа
- «Господин Пунтила» — Аптекарь
- «Смерть Иоанна Грозного» — Скоморох, шут
- «Надежда Милованова» — Вадим
- «Бранденбургские ворота» — Коробейниче-мл.
- «Засада» — Лёшка
- «Раскинулось море широко» — Чекрыгин
- «Неизвестный солдат» — Лыков
- «Не беспокойся, мама» — Щербина
- «Бесприданница» — Иван
- «На трассе — непогода» — Артынов
- «Мы — цемент» — Митька-гармонист
- «Мы, русский народ» — Алексей Медведев
- «Расстояние в 30 дней» — Конов
- «Последнее свидание» — Ведущий
- «Усвятские шлемоносцы» — Лобов
- «Оптимистическая трагедия» — Вожачек
- «Молва» — Хлынков
- «Сад» — Сольцов
- «Часы без стрелок» — Снайпер
- «Закон вечности» — Глахуна
- «Кортик» — Свиридов
- «Обретение» — Солдат
- «Макбет» — Убийца
- «Сватовство майора» — Флягин
- «Павел I» — Данилыч
- «Приключения Чиполлино» — Кум Тыква
- «На бойком месте» — Жук
- «Старый холостяк, или распутники» — Капитан Нол Блефф
- «Севастопольский марш» — Смотритель станции, писарь
- «Много шума из ничего» — Отец Франциск
- «Давным-давно» — Иван
- «Госпожа Министерша» — Сана Мишич
- «Царь Фёдор Иоаннович» — Богдан Курюков

### Фильмография
- 1958 — Ветер — Окурок
- 1960 — Трижды воскресший — Гешка Киселёв
- 1960 — Конец старой Берёзовки — паренёк на собрании (нет в титрах)
- 1961 — Своя голова на плечах — Костя
- 1961 — Девчата — Алёша Великанов
- 1962 — Бей, барабан! — Лёнька Казаков
- 1964 — Председатель — Лёха
- 1967 — Бабье царство — Коля, сын Надежды Петровны
- 1968 — Первая девушка — Ваня
- 1969 — Директор — Сухарик
- 1970 — Полчаса на чудеса — Всеволод, командир детского отряда
- 1970 — И был вечер, и было утро… — матрос-горнист
- 1970 — Моя улица — шофёр
- 1970 — На дальней точке — ефрейтор Гвоздев
- 1971 — День за днём — Валера
- 1972 — Руслан и Людмила — шут
- 1973 — Дверь без замка — Митя
- 1973 — Разные люди — Валерий Голышев
- 1973 — Следствие ведут ЗнаТоКи. Побег — Виктор
- 1973 — В бой идут одни «старики» — молодой лётчик
- 1974 — Ещё можно успеть — шофёр
- 1974 — Юркины рассветы — Ефим Заболотный
- 1974 — Моё поколение — Сёмчик
- 1975 — Семья Ивановых — Алексашин
- 1976 — Так начиналась легенда — военрук при ополченцах
- 1977 — Хождение по мукам — Нестор Махно
- 1978 — Поздняя ягода — Владимир Мошкин, буровик
- 1980 — Главный конструктор — Битов
- 1981 — Тайна записной книжки — сослуживец, проживающий на даче
- 1987 — Везучий человек — Серёжа Касаткин
- 1988 — За всё заплачено — строитель
- 1988 — Полёт птицы — Гитлер
- 1989 — Псы — Егор Маникин
- 1990 — Танк «Клим Ворошилов-2» — самострел
- 1994 — Триста лет спустя — «Батька»
- 1998 — Классик — человек в бильярдной (озвучил Дмитрий Матвеев)
- 2001 — Сверчок за очагом — посыльный
- 2002 — Две судьбы — директор совхоза
- 2002 — Шукшинские рассказы — директор (новеллa «Ораторский приём»)
- 2003 — Антикиллер 2: Антитеррор
- 2003 — Прощальное эхо — сотрудник типографии
- 2007 — Новая старая сказка
- 2009 — Пират и пиратка — дядя Петя
- 2011 — Незначительные подробности случайного эпизода — проводник
- 2011 — Охотники за бриллиантами — Николай Анисимович Щёлоков
- 2011 — Операция «Горгона»
- 2011 — Вероника. Потерянное счастье — врач
- 2012 — Дело следователя Никитина
- 2012 — Мент в законе 5 — врач
- 2012 — Ноги — атавизм — Зубацкий
- 2014 — Охота жить — Ефим
- 2014 — Мент в законе 9 — хозяин дачи
- 2014 — Домик у реки — Николай Ильич, директор интерната

### Киножурнал «Ералаш»
- 1976 — Выпуск № 7 (сюжет «Эксперимент Брыкина») — учитель истории  (нет в титрах)